# Liste der Monuments historiques in Sallertaine
Die Liste der Monuments historiques in Sallertaine führt die Monuments historiques in der französischen Gemeinde Sallertaine auf.

## Liste der Bauwerke
| Bezeichnung      | Beschreibung              | Standort | Kennzeichnung | Schutzstatus | Datum     | Bild           |
| ---------------- | ------------------------- | -------- | ------------- | ------------ | --------- | -------------- |
| Kirche St-Martin | Erbaut im 12. Jahrhundert | (Lage)   | PA00110268    | Classé       | 1910 1912 | weitere Bilder |
| Windmühle Rairé  |                           | (Lage)   | PA00110269    | Inscrit      | 1976      | weitere Bilder |

## Liste der Objekte
- Monuments historiques (Objekte) in Sallertaine in der Base Palissy des französischen Kultusministeriums